# ناسور
ناسور نام یک انیمیشن ایرانی از نبرد کربلا می‌باشد که به کارگردانی کیانوش دالوند که در ایران تولید شده است و انیمیشن برگزیده جشنواره نجف است. این انیمیشن در سی و چهارمین دوره جشنواره فیلم فجر نامزد بهترین انیمیشن بوده است.

## خلاصه داستان
روایت زندگی عبیدالله بن حر جعفی یکی از اهالی کوفه است که از حسین بن علی دعوت کرده تا به کوفه بیاید و زمانی که می‌شنود سپاه به کوفه نزدیک شده است، از این شهر خارج می‌شود تا با حسین روبرو نشود، اما ناگهانی با او روبرو شده و مجبور می‌شود تا دست رد به سینه حسین بزند. از سوی دیگر نیز واقعه کربلا بخش اعظمی از داستان «ناسور» را در بر می‌گیرد. داستان در واقع از زمانی آغاز می‌شود (پس از نبردکربلا) که قیس بن مالک، عبیدالله بن حر جعفی به همراه یک نفر از سپاه یزید را دستگیر می‌کند و آنان ماجرای خودشان و پشیمانیشان را تعریف می‌کنند.

## شخصیت‌ها

### سپاهحسین بن علی
- (حسین بن علی)
- (عباس بن علی)
- (زهیر بن قین)
- (حر بن یزید ریاحی)
- (نافع بن هلال)
- (بریر بن خضیر همدانی)
- (حجاج بن مسروق جعفی)

### سپاهیزیدبنمعاویهبنابوسفیان
- (عمر بن سعد)
- (ابن زیاد)
- (شمر بن ذالجوشن)
- (حرمله بن کاهل اسدی)
- (اخنس)
- (ابن حجاج)
- (یزید بن معقل)

### دیگر شخصیت‌ها
- (مسلم بن عقیل)
- (قیس بن مالک جعفی)
- (عبیدالله بن حر جعفی)

## عوامل ساخت
نویسنده: کیانوش دالوند، مهدی تراب بیگی (بر اساس طرحی از مهدی پیرزادی و محمدرضا یارمحمدی)/ تدوین: آرش دولت‌آبادی/ کارگردان هنری: فرزاد دالوند/ طراح صحنه و فضاسازی: حمید عابدی/ مدلسازی و متریال کاراکتر: سارا بهنامی و حمید آروان مت پینت، شهرام دیناروند/ موسیقی: فرید سعادتمند/ کاراکتر ست آپ: موسی ناصرپور، سیامک پورنعمت/ سرپرست تیم متحرک سازی: مجتبی معظمی گودرزی/ کارگردان فنی، سرپرست جلوه‌های ویژه: کوروش دالوند/ سرپرست فنی موشن کپچر: حمید ساکی/ مدیر دوبلاژ: حمید آشتیانی/ دستیار کارگردان و برنامه‌ریز: حمیدرضا صالحی/ مدیر تولید: محدثه مهدی/ جانشین تولی: بهزاد هاشمی/ روابط عمومی: شراره داوودی / گویندگان: بهرام زند، حمید آشتیانی، حسین عرفانی، بیژن علیمحمدی، سعید مظفری، ناصر نظامی، ژرژ پطرسی، همت مومیوند، حسین خدادادبیگی، حسن کاخی، علیرضا شایگان، شهراد بانکی، هادی جلیلی، امیر فرحان نیا